# 亚历山德里亚 (路易斯安那州)
亚历山德里亚（英語：Alexandria, Louisiana）是美国路易斯安那州拉皮德堂區的治所，位于红河南岸，是路易斯安那州的地理中心，面积69.9平方公里。它是亚历山德里亚大都会区（人口15萬3,922人）的中心城市。2020年人口为45,275人。